# موسی‌کوچه
موسی‌کوچه (به ترکی آذربایجانی: Musakücə) یک منطقهٔ مسکونی در جمهوری آذربایجان است که در شهرستان ماساللی واقع شده‌است. موسی‌کوچه ۳٬۳۲۲ نفر جمعیت دارد.